# Team Lotus (2010-2011)
Team Lotus was een Maleisisch raceteam dat sinds 2010 actief was in het wereldkampioenschap Formule 1. Het team had bij oprichting als Lotus F1 Racing in eerste instantie geen connecties met het oude Britse Team Lotus, dat van 1958 tot en met 1994 actief was. Aan het eind van het seizoen 2010 werd voor de race in Japan bekendgemaakt dat de oude naam was opgekocht en het team in 2011 onder de oude beroemde naam Team Lotus verder zou gaan. Door discussie met het Renault F1 Team, dat in 2011 werd gesponsord door Lotus Cars, werd de naam voor 2012 opnieuw veranderd in Caterham F1 Team. 
Het team maakt sinds 2011 gebruik van Renaultmotoren. 
Het bedrijf achter het team heet 1Malaysia.

## 2010
Het team begon haar eerste seizoen in de koningsklasse van de autosport onder de naam Lotus Racing met de coureurs Jarno Trulli en Heikki Kovalainen. Testcoureur was Fairuz Fauzy.
Het team scoorde in 2010 geen punten maar werd wel 10de in het constucteurskampioenschap doordat ze met een 12de plaats in Japan een hogere raceklasseringen hadden dan HRT en Virgin Racing.

## 2011
Ook in 2011 reed het team met het duo Jarno Trulli en Heikki Kovalainen. De naam werd voor het 2011 seizoen gewijzigd in Team Lotus. De kleuren van de Formule 1-wagen zouden eerst zwart met gouden opdruk worden. Fans van het team konden hiervoor hun ideeën insturen en daaruit zou het team een keuze voor de kleurschakering in 2011 maken. Op 8 december 2010 werd bekendgemaakt dat Renault alle overige aandelen had verkocht aan titelsponsor Proton en verder zou gaan onder de naam Lotus Renault GP. Ook zij wilden met de kleuren zwart en goud rijden. Hierdoor werd later in de winter besloten alsnog in een groen-gele lay-out te gaan rijden.
Het team scoorde ook dit seizoen geen punten maar werd ook dit jaar 10de bij de constructeurs.

## 2012
Voor het seizoen 2012 werd de naam gewijzigd in Caterham F1 Team, dit omdat Renault de naam Lotus wilde gebruiken in de Formule 1. 

## Resultaten
| Kleur  | Resultaat                              |
| ------ | -------------------------------------- |
| Goud   | Winnaar                                |
| Zilver | Tweede plaats                          |
| Brons  | Derde plaats                           |
| Groen  | Gefinisht (punten behaald)             |
| Blauw  | Gefinisht (geen punten behaald)        |
| Blauw  | Niet geklasseerd (NC)                  |
| Paars  | Uitgevallen (DNF)                      |
| Rood   | Niet gekwalificeerd (DNQ)              |
| Zwart  | Gediskwalificeerd (DSQ)                |
| Wit    | Niet gestart (DNS)                     |
| Blanco | Gewond (INJ)                           |
| Blanco | Uitgesloten (EX)                       |
| Blanco | Teruggetrokken (WD) / Niet deelgenomen |
| P      | Poleposition                           |
| S      | Snelste ronde                          |

(vetgedrukte resultaten zijn pole position en schuin gedrukte resultaten zijn snelste rondes)
| Jaar | Chassis    | Motor                | Banden | Coureurs          | 1   | 2   | 3   | 4   | 5   | 6   | 7   | 8   | 9   | 10  | 11  | 12  | 13  | 14  | 15  | 16  | 17  | 18  | 19  | Punten | WK-plaats |
| ---- | ---------- | -------------------- | ------ | ----------------- | --- | --- | --- | --- | --- | --- | --- | --- | --- | --- | --- | --- | --- | --- | --- | --- | --- | --- | --- | ------ | --------- |
| 2010 | Lotus T127 | Cosworth CA2010 V8   | B      |                   | BHR | AUS | MAL | CHN | ESP | MON | TUR | CAN | EUR | GBR | GER | HUN | BEL | ITA | SIN | JPN | KOR | BRA | ABU | 0      | 10e       |
| 2010 | Lotus T127 | Cosworth CA2010 V8   | B      | Jarno Trulli      | 17  | DNS | 17  | DNF | 17  | 15  | DNF | DNF | 21  | 16  | DNF | 15  | 19  | DNF | DNF | 13  | DNF | 19  | 21  | 0      | 10e       |
| 2010 | Lotus T127 | Cosworth CA2010 V8   | B      | Heikki Kovalainen | 15  | 13  | NC  | 14  | DNS | DNF | DNF | 16  | DNF | 17  | DNF | 14  | 16  | 18  | 16  | 12  | 13  | 18  | 17  | 0      | 10e       |
| 2011 | Lotus T128 | Renault RS27-2011 V8 | P      |                   | AUS | MAL | CHN | TUR | ESP | MON | CAN | EUR | GBR | GER | HUN | BEL | ITA | SIN | JPN | KOR | IND | ABU | BRA | 0      | 10e       |
| 2011 | Lotus T128 | Renault RS27-2011 V8 | P      | Heikki Kovalainen | DNF | 15  | 16  | 19  | DNF | 14  |     |     |     |     |     |     |     |     |     |     |     |     |     | 0      | 10e       |
| 2011 | Lotus T128 | Renault RS27-2011 V8 | P      | Jarno Trulli      | 13  | DNF | 19  | 18  | 18  | 13  |     |     |     |     |     |     |     |     |     |     |     |     |     | 0      | 10e       |

! Het lopende seizoen.
1950 · 1951 · 1952 · 1953 · 1954 · 1955 · 1956 · 1957 · 1958 · 1959 · 1960 · 1961 · 1962 · 1963 · 1964 · 1965 · 1966 · 1967 · 1968 · 1969 · 1970 · 1971 · 1972 · 1973 · 1974 · 1975 · 1976 · 1977 · 1978 · 1979 · 1980 · 1981 · 1982 · 1983 · 1984 · 1985 · 1986 · 1987 · 1988 · 1989 · 1990 · 1991 · 1992 · 1993 · 1994 · 1995 · 1996 · 1997 · 1998 · 1999 · 2000 · 2001 · 2002 · 2003 · 2004 · 2005 · 2006 · 2007 · 2008 · 2009 · 2010 · 2011 · 2012 · 2013 · 2014 · 2015 · 2016 · 2017 · 2018 · 2019 · 2020 · 2021 · 2022 · 2023 · 2024 · 2025 · 2026 
 Lijst van Formule 1 Grand Prix-wedstrijden